# محمد صالح رجب
محمد صالح رجب قاص وروائي مصري، من مواليد محافظة الدقهلية بدلتا مصر العام 1967 ميلادي. صدر له العديد من الكتب ما بين القصة القصيرة والرواية والمقال السياسي، منها مجموعته القصصية " ضد الكسر" الصادرة عن دار الأدهم للنشر والتوزيع. ايضا مجموعته القصصية هروب. ومن اعماله الروائية رواية" شالوشا" الصادرة عن دار روافد للنشر والتوزيع، ورواية المرشد، ورواية مقام السيدة، للكاتب مقالاته السياسية والتي توجت بكتابه السياسي " المسافة صفر". ووصلت مخطوطة روايته " الجنة المحرمة" الى القائمة الطويلة لـ جائزة كتارا للرواية العربية فئة الرواية التاريخة للعام 2025. ومن مقالاته النقدية: المسكوت عنه في «هبات ساخنة» لـ سعاد سليمان. قراءة في رواية محمد إقبال حرب «هنا ترقد الغاوية»، جماليات المكان في رواية "سيدة الزمالك" لـ أشرف العشماوي..
ونشرت أعمال الكاتب على منصات صوتيه مثل استوريتيل، اقرأ لي، وهو عضو في اتحاد كتاب مصر، وعضو نادي القصة في القاهرة.

#### من مؤلفاته:
1. ضد الكسر[16] " مجموعة قصصيــــة " عام 2018 عن دار الأدهم للنشر والتوزيع.
2. المرشد [17]" رواية " عام 2018 عن دار الأدهم للنشر والتوزيع.
3. شالوشا [18]" رواية " عام 2020 عن دار روافد للنشر والتوزيع.
4. مقام السيدة[19] " رواية " عام 2021 عن دار الأدهم للنشر والتوزيع.
5. المسافة صفر[20]" سلسلة مقالات "عام 2021عن دار ميتا بوك.
6. هروب [21]" مجموعة قصصية " عام 2023 عن دار الأدهم للنشر والتوزيع.